# The Stone Roses
The Stone Roses var en brittisk rockgrupp bildad i Manchester 1983. Bandet fick sitt genombrott med sitt självbetitlade debutalbum The Stone Roses 1989 och kom att bli ett av de största namnen inom den så kallade Madchester-scenen. 

## Historia
The Stone Roses bildades ur spillrorna av bandet English Rose av Ian Brown (sång) och John Squire (gitarr). Efter några års harvande på Manchesters lokala musikscen skrev de i slutet av 1988 skivkontrakt med skivbolaget Silvertone och fick ett mindre genombrott med singeln "Elephant Stone". Den brittiska musikpressen började också visa intresse för bandet, och när debutalbumet The Stone Roses gavs ut i maj 1989 fick det enorm uppmärksamhet och mycket bra kritik. Skivan följdes av de framgångsrika singlarna "Fool's Gold" och "One Love", och gruppen blev frontfigurer i Madchester-scenen.
Gruppen hamnade så småningom i konflikt med sitt skivbolag Silvertone, då man ville lämna bolaget och skriva kontrakt med ett större bolag efter de enorma framgångarna med debutalbumet. Silvertone ställde The Stone Roses inför rätta, och under några år gjorde gruppen inte mycket musikaliskt eftersom rättegången hindrade dem från att släppa nytt material. Den inflammerade relationen mellan The Stone Roses och Silvertone kulminerade bl.a. i en incident där medlemmarna i gruppen trängde sig in på skivbolagets kontor och hällde mängder med färg på både inventarier och människor.
Efter framgångarna med debutalbumet hade The Stone Roses dessutom mycket svårt producera ytterligare låtar, och inte förrän 1994 kom nästa album, Second Coming, på skivbolaget Geffen. Vid den tiden hade intresset för gruppen dock hunnit svalna i samband med britpopens uppkomst, och albumet följdes av en mindre lyckad turné innan The Stone Roses slutligen splittrades i oktober 1996. 
Sångaren Ian Brown har efter splittringen haft vissa framgångar som soloartist och gästsångare i olika projekt medan gitarristen John Squire haft vissa framgångar med sin grupp The Seahorses. Gary ”Mani” Mounfield har i många år under Stone Roses uppehåll varit fast medlem och basist för Primal Scream. 
The Stone Roses återförenades den 18 oktober 2011 samtidigt som de avslöjade planerna för ett nytt album och en efterföljande världsturné. De 220 000 biljetterna till de tre konserterna i Manchester i juni och juli 2012 sålde slut på 68 minuter. 2016 släppte gruppen nytt material för första gången på 20 år, de två singlarna "All For One" och "Beautiful Thing". I en tidningsintervju från 2017 berättade John Squire att bandet hade upplösts.

## Medlemmar
Senaste medlemmar
- Ian Brown – sång (1983–1996, 2011–2017)
- John Squire – gitarr (1983–1996, 2011–2017)
- Gary "Mani" Mounfield – basgitarr (1987–1996, 2011–2017)
- Alan "Reni" Wren – trummor (1984–1995, 2011–2017)

Tidigare medlemmar
- Pete Garner – basgitarr (1983–1987)
- Andy Couzens – rytmgitarr, bakgrundssång (1983–1986)
- Simon Wolstencroft – trummor (1983–1984)
- Rob Hampson – basgitarr (1987)
- Cressa – dans (1989)
- Robbie Maddix – trummor, bakgrundssång (1995–1996)
- Nigel Ippinson – keyboard, bakgrundssång (1995–1996)
- Aziz Ibrahim – gitarr (1996)

## Diskografi

### Studioalbum
- 1989 – The Stone Roses
- 1994 – Second Coming

### Samlingsalbum
- 1992 – Turns into Stone
- 1995 – The Complete Stone Roses
- 1996 – Garage Flower
- 2000 – The Remixes
- 2002 – The Very Best of The Stone Roses
- 2010 – Collection

### EP
- 1987 – Sally Cinnamon
- 1996 – Crimson Tonight

### Singlar
- 1985 – "So Young"
- 1987 – "Sally Cinnamon"
- 1988 – "Elephant Stone"
- 1989 – "Made of Stone"
- 1989 – "She Bangs the Drums"
- 1989 – "I Wanna Be Adored"
- 1989 – "Fools Gold/What the World Is Waiting For"
- 1990 – "Sally Cinnamon" (nyutgåva)
- 1990 – "Elephant Stone" (nyutgåva)
- 1990 – "Made of Stone" (nyutgåva)
- 1990 – "One Love"
- 1991 – "I Wanna Be Adored" (nyutgåva)
- 1991 – "Waterfall" (remix)
- 1992 – "I Am the Resurrection" (remix)
- 1992 – "Fools Gold" (nyutgåva)
- 1994 – "Love Spreads"
- 1995 – "Ten Storey Love Song"
- 1995 – "Fools Gold '95"
- 1995 – "Begging You"
- 1996 – "Crimson Tonight"
- 2016 – "All For One"
- 2016 – "Beautiful Thing"